# Wolf Ehrenreich von Arnswaldt
Wolf(f) Ehrenreich von Arnswaldt, auch Arnßwaldt oder Arnswald (* 9. Mai 1683; † 26. Oktober 1755), war ein gräflich-stolbergischer Hofmeister und Berghauptmann.

## Leben
Er stammt aus dem thüringischen Adelsgeschlecht von Arnswaldt und war der Sohn von Wolf Heinrich von Arnswaldt (* 28. November 1652; † 14. August 1718) und dessen Ehefrau Anna Dorothea geborene von Creutzburg († 1717). Von seinem Vater übernahm er Güter in Kelbra, Sittendorf und Berga. Arnswaldt trat in den Dienst der Grafen zu Stolberg in Stolberg (Harz) und wurde deren Hofmeister und Berghauptmann.
Er heiratete 1713 Johanna Loisa von Bercklefeldt († 11. August 1728). Das Paar hatte mehrere Kinder:
- Christian August (* 1714; † 23. März 1767) ⚭ Frederike von Bendeleben
- Christoph Friedrich (* 14. Dezember 1723; † 16. September 1794) ⚭ Johanna Wilhelmine Margarethe von Brüning (* 18. April 1768 (?); † 29. Juni 1807)

Nach dem Tod seiner ersten Frau heiratete er am 22. Januar 1730 Katharina Margarethe von Kraft (* 2. April 1709; † 12. Oktober 1781).
- Christian Ludwig August (* 5. November 1733; † 14. Oktober 1815), kurfürstlich-braunschweig-lüneburgische Geheimer Rat und Politiker ⚭ 1767 Agnes Maria Dorothea von Wenckstern (* 13. April 1744; † 18. Juni 1791)